# Non conosci Papicha
Non conosci Papicha (Papicha) è un film del 2019 diretto da Mounia Meddour.
È stato presentato in anteprima nella sezione Un Certain Regard al Festival di Cannes 2019.

## Trama
Ad Algeri, negli anni Novanta, una studentessa sogna di diventare stilista. Al calar della notte, esce di nascosto dalla città per vendere le sue creazioni alle giovani donne algerine.

## Distribuzione
In Italia il film è stato distribuito da Teodora Film il 27 agosto 2020.